# 9 to 5: The Musical
9 to 5: The Musical es un musical basado en la película Nine to Five (1980), con letra y música de Dolly Parton.
El musical debutó en Los Ángeles, en el Teatro Ahmanson, en septiembre de 2008, mientras que en Broadway el 30 de abril de 2009. La obra recibió 15 nominaciones a los
Drama Desk Awards, y 4 candidaturas a los Premios Tony.
Parton fue nominada al Premio Óscar por escribir la canción 9 to 5, que da nombre a la película en la que ella debutó como actriz. El sencillo alcanzó el puesto #1 del Billboard Hot 100 y del Hot Country Songs, y fue certificado como disco de platino por la RIAA. En el álbum  Backwoods Barbie, la canción que da nombre al mismo, fue escrito por Dolly para el personaje de Doralee Rhodes para la obra.

## Producción
El musical se preestrenó en el Teatro Ahmanson de Los Ángeles el 9 de septiembre de 2008, debutando oficialmente el 20 de ese mismo año, y estuvo allí hasta del 19 de octubre. 9 to 5 ganó dos premios Los Angeles Drama Critics Circle, otorgados por los críticos de teatro de esa ciudad, uno para Dolly a la mejor partidura musical y otro para Andy Blankenbuehler a la mejor coreografía.
El 7 de abril de 2009 se preestrenó el musical en Broadway, en el Teatro Marquis, y debutó oficialmente el 30 de abril. Joe Mantello se encargó de la dirección, Andy Blankenbuehler de la coreografía, William Ivey Long del diseño de vestuario y Jules Fisher y Peggy Eisenhauer de la iluminación. Los actores protagonistas en Broadway fueron Allison Janney, Stephanie J. Block, Megan Hilty y Marc Kudisch.

## Actores
Principales
- Allison Janney como Violet Newstead
- Stephanie J. Block como Judy Bernly
- Megan Hilty como Doralee Rhodes
- Marc Kudisch como Franklin Hart, Jr
- Andy Karl como Joe
- Kathy Fitzgerald como Roz

Secundarios
- Ioana Alfonso como Maria
- Dan Cooney como Dick
- Jeremy Davis como Bob Enright
- Ann Harada como Kathy
- Lisa Howard como Missy Hart
- Van Hughes como Josh Newstead
- Michael X. Martin como Tinsworthy
- Karen Murphy como Margaret
- Charlie Pollock como Dwayne Rhodes
- Tory Ross como Daphne
- Maia Nkenge Wilson como Anita

## Números musicales
| Acto I - 9 to 5 — Violet, Doralee, Dwayne, Judy y coristas - Around Here — Violet y coristas - Here For You — Franklin Hart, Jr. - I Just Might * - Judy, Doralee Violet - Backwoods Barbie — Doralee - The Dance of Death — Judy, Hart y coristas - Cowgirl’s Revenge — Doralee, Hart y coristas - Potion Notion — Violet, Hart y coristas - Joy to the Girls * - Judy, Doralee, Violet, Hart, y coristas - Heart to Hart — Roz y coristas - Shine Like the Sun — Doralee, Judy, Violet | Acto II - Entr’acte — Orquesta - One of the Boys — Violet y coristas varones - 5 to 9 — Roz - Always a Woman * — Hart y coristas varones - Change It * — Doralee, Violet, Judy y coristas - Let Love Grow — Joe, Violet - Get Out and Stay Out- Judy - Finale: 9 to 5 — Todos |

* Añadido después de pasar por Los Ángeles.

## Premios Tony
Tony Awards
- Tony Award for Best Original Score (Dolly Parton) - Nominada
- Tony Award for Best Performance by a Leading Actress in a Musical (Allison Janney) - Nominada
- Tony Award for Best Performance by a Featured Actor in a Musical (Marc Kudisch) - Nominado
- Tony Award for Best Choreography (Andy Blankenbuehler) - Nominado